# Шмарје при Јелшах
Шмарје при Јелшах (словен. Šmarje pri Jelšah) је насеље и управно средиште истоимене општине Шмарје при Јелшах, која припада Савињској регији у Републици Словенији.
Средњовековна историја места уско је повезана с дворцем Јелше "Јелшинград", који се налази око километар североисточно од Шмарја. Дворац Јелше се први пут спомињу у писаним изворима 1436. године, док је Шмарје добило трговачка права 1875. године.
Шмарје при Јелшах лежи на ушћу четири водотока у западном делу Горњег брда, дуж железничке пруге Цеље-Рогашка Слатина (Гробелно-Рогатец).
Име у овом случају, "Шмарје" је у једнини, па је исправна рећи "у Шмарју при Јелшах" а не "у Шмарјама при Јелшах." Ово је изузетак који се не односи на друге Шмарје у Словенији.
По попису становништва из 2011. године насеље Шмарје при Јелшах имало је 1.779 становника.